# Minnedosa (circonscription électorale)
Circonscription électorale provinciale du Canada
Pour les articles homonymes, voir Minnedosa.
Arthur-Virden est une ancienne circonscription électorale provinciale du Manitoba (Canada). La circonscription fut représentée à l'Assemblée législative de 1881 à 2011. De 1886 à 1888, la circonscription était divisée en Minnedosa-Est (Minnedosa East) et Minnedosa-Ouest (Minnedosa West).
Les circonscriptions limitrophes étaient Russell au nord, Ste. Rose à l'est, la Turtle Mountain à l'est et au sud et la ville de Brandon, divisée en Brandon-Est et Brandon-Ouest, au sud.
Les communautés incluses dans la circonscription étaient Souris, Rapid City, Wawanesa et Erickson, ainsi que la base militaire de Shilo.

## Liste des députés

### 1881-1886
| Minnedosa | Minnedosa             | Minnedosa            | Minnedosa   | Minnedosa   | Minnedosa |
| Nom       | Nom                   | Parti                | Mandat      | Législature |           |
| --------- | --------------------- | -------------------- | ----------- | ----------- | --------- |
|           | John Crerar           | Libéral              | 1881 - 1883 | 4e          |           |
|           | David Howard Harrison | Libéral-conservateur | 1883 - 1886 | 5e          |           |

### 1886-1888
| Minnedosa-Est | Minnedosa-Est | Minnedosa-Est | Minnedosa-Est | Minnedosa-Est | Minnedosa-Est |
| Nom           | Nom           | Parti         | Mandat        | Législature   |               |
| ------------- | ------------- | ------------- | ------------- | ------------- | ------------- |
|               | James Gilles  | Conservateur  | 1886 - 1888   | 6e            |               |

| Minnedosa-Ouest | Minnedosa-Ouest       | Minnedosa-Ouest | Minnedosa-Ouest | Minnedosa-Ouest | Minnedosa-Ouest |
| Nom             | Nom                   | Parti           | Mandat          | Législature     |                 |
| --------------- | --------------------- | --------------- | --------------- | --------------- | --------------- |
|                 | David Howard Harrison | Conservateur    | 1886 - 1888     | 6e              |                 |

### 1888-2011
| Minnedosa                                                                 | Minnedosa            | Minnedosa                 | Minnedosa   | Minnedosa   | Minnedosa |
| Nom                                                                       | Nom                  | Parti                     | Mandat      | Législature |           |
| ------------------------------------------------------------------------- | -------------------- | ------------------------- | ----------- | ----------- | --------- |
|                                                                           | James Gilles         | Conservateur              | 1888 - 1892 | 7e          |           |
|                                                                           | James Gilles         | Libéral                   | 1892 - 1896 | 8e          |           |
|                                                                           | James Gilles         | Libéral                   | 1896 - 1899 | 9e          |           |
|                                                                           | James Gilles         | Libéral                   | 1899 - 1903 | 10e         |           |
|                                                                           | William B. Waddell   | Conservateur              | 1903 - 1907 | 11e         |           |
|                                                                           | William B. Waddell   | Conservateur              | 1907 - 1910 | 12e         |           |
|                                                                           | John W. Thompson     | Libéral                   | 1910 - 1914 | 13e         |           |
|                                                                           | George Grierson      | Libéral                   | 1914 - 1915 | 14e         |           |
|                                                                           | George Grierson      | Libéral                   | 1915 - 1920 | 15e         |           |
|                                                                           | George Grierson      | Libéral                   | 1920 - 1922 | 16e         |           |
|                                                                           | Neil Cameron         | Progressiste              | 1922 - 1927 | 17e         |           |
|                                                                           | Earl Rutledge        | Conservateur              | 1927 - 1932 | 18e         |           |
|                                                                           | Earl Rutledge        | Conservateur              | 1932 - 1936 | 19e         |           |
|                                                                           | Earl Rutledge        | Conservateur              | 1936 - 1941 | 20e         |           |
|                                                                           | Earl Rutledge        | Conservateur              | 1941 - 1945 | 21e         |           |
|                                                                           | Earl Rutledge        | Conservateur              | 1945 - 1948 | 22e         |           |
|                                                                           | Henry Rungay         | Libéral-progressiste      | 1948 - 1949 | 22e         |           |
|                                                                           | Henry Rungay         | Libéral-progressiste      | 1949 - 1953 | 23e         |           |
|                                                                           | Gilbert Hutton       | Créditiste                | 1953 - 1958 | 24e         |           |
|                                                                           | Charles Shuttleworth | Libéral-progressiste      | 1958 - 1959 | 25e         |           |
|                                                                           | Walter Weir          | Progressiste-conservateur | 1959 - 1962 | 26e         |           |
|                                                                           | Walter Weir          | Progressiste-conservateur | 1962 - 1966 | 27e         |           |
|                                                                           | Walter Weir          | Progressiste-conservateur | 1966 - 1969 | 28e         |           |
|                                                                           | Walter Weir          | Progressiste-conservateur | 1969 - 1971 | 29e         |           |
|                                                                           | Dave Blake           | Progressiste-conservateur | 1971 - 1973 | 29e         |           |
|                                                                           | Dave Blake           | Progressiste-conservateur | 1973 - 1977 | 30e         |           |
|                                                                           | Dave Blake           | Progressiste-conservateur | 1977 - 1981 | 31e         |           |
|                                                                           | Dave Blake           | Progressiste-conservateur | 1981 - 1986 | 32e         |           |
|                                                                           | Dave Blake           | Progressiste-conservateur | 1986 - 1988 | 33e         |           |
|                                                                           | Harold Gilleshammer  | Progressiste-conservateur | 1988 - 1990 | 34e         |           |
|                                                                           | Harold Gilleshammer  | Progressiste-conservateur | 1990 - 1995 | 35e         |           |
|                                                                           | Harold Gilleshammer  | Progressiste-conservateur | 1995 - 1999 | 36e         |           |
|                                                                           | Harold Gilleshammer  | Progressiste-conservateur | 1999 - 2003 | 37e         |           |
|                                                                           | Leanne Rowat         | Progressiste-conservateur | 2003 - 2007 | 38e         |           |
|                                                                           | Leanne Rowat         | Progressiste-conservateur | 2007 - 2011 | 39e         |           |
| Circonscription dissoute parmi Arthur-Virden, Spruce Woods et Mont-Riding |                      |                           |             |             |           |